# Solar Ferreiro Torto
O Solar Ferreiro Torto localiza-se em Macaíba no estado do Rio Grande do Norte e destaca-se por ser um marco histórico, que remonta ao ano de 1614, quando era conhecido por Engenho Potengi. É tombado pela Fundação José Augusto.
O museu abriga muitos elementos da história de Macaíba em seu acervo.

## Arquitetura
É uma edificação de dois pavimentos, com varandas, vidraças e até um santuário. Seu telhado seguia o modelo de várias águas com beirais arrematados por frisos. Possuía água encanada e esgoto. Segundo bisneto do coronel Estevão, o Solar Ferreiro Torto também possuía esconderijos além de um túnel que ligava o solar ao porto do engenho feito pelo coronel Joaquim José do Rego Barros.
Em frente do Solar tinha o jardim em estilo francês e o pelourinho, que mais tarde foi retirado, após a morte de D. Maria Rosa do Rego Barros de Moura, a senhora do engenho.